# Río Afips

Cuenca del Kubán, el Afip se halla a la izquierda del embalse de Krasnodar.

El río Afips (del ruso: Афипс) es un río del krai de Krasnodar y la república de Adiguesia, en Rusia, afluente por la izquierda del río Kubán.
Tiene 96 km de longitud y 1380 km² de cuenca hidrográfica. Nace en las laderas del monte Bolshói Afips, 10.5 km al sudeste de Plancheskaya Shchel, en el krai de Krasnodar. En su curso superior traza una curva que va desde el rumbo noroeste hasta el este para luego virar al norte y atravesar la antedicha localidad, recibiendo previamente por la izquierda las aguas del Shirokaya Balka. Poco antes de llegar a Krepostnaya toma dirección nordeste y pasa por Smolénskaya, Vostochni, recibe al Shebsh por la derecha, y sigue por Vodokachka, Afipski (localidad tras la que entra en territorio de la república de Adiguesia, Novobzhegokái, tras lo que recibe al Ubin y entra en el embalse Shapsug para desembocar en el Kubán entre Afipsip y Kubanstrói.